# New Hope, Mississippi
New Hope là một thành phố thuộc quận Lowndes, tiểu bang Mississippi, Hoa Kỳ. Năm 2010, dân số của thành phố này là 3 193 người.

## Dân số
- Dân số năm 2000: 1 964 người.
- Dân số năm 2010: 3 193 người.